# Trifluormethansulfonylazid
Trifluormethansulfonylazid ist eine organisch-chemische Verbindung, die sich als Derivat von der Trifluormethansulfonsäure ableitet und auch der Stoffgruppe der Azide zugeordnet werden kann. Es wird in der organischen Synthese als Reagenz zur Einführung der Diazo- bzw. Trifluormethansulfonylfunktion verwendet.

## Darstellung und Gewinnung
Trifluormethansulfonylazid kann durch Umsetzung von Trifluormethansulfonsäureanhydrid, Trifluormethansulfonylfluorid oder Trifluormethansulfonylchlorid mit Natriumazid hergestellt werden. Eine Aufreinigung kann durch vorsichtige Destillation unter reduziertem Druck erfolgen.

## Eigenschaften
Trifluormethansulfonylazid ist bei Raumtemperatur eine farblose Flüssigkeit, die unter Normaldruck bei 80–81 °C siedet. Siedepunkte unter reduziertem Druck liegen bei 52,3 °C und 444 mmHg bzw. 45 °C und 350 mmHg. Die Verbindung neigt zur explosionsartigen Zersetzung. Die reine Verbindung kann bis zu einer Temperatur von 100 °C thermisch stabil sein. Wegen ihrer thermischen Instabilität wird sie meist in Lösung in Dichlormethan, n-Hexan, Acetonitril oder 1,2-Dichlorethan hergestellt und verwendet. Eine Lösung in Dichlormethan ist bei −14 °C einige Wochen, eine Lösung in n-Heptan bei 4 °C einige Tage stabil.

## Verwendung
Die Verbindung kann zur Umwandlung primärer Amine in Azide verwendet werden. Dies wurde mit Alkylaminen, Aminodeoxyhexosen Aminosäuren und Peptiden beschrieben. Diese Umsetzung kann durch den Zusatz von Metallkatalysatoren (z. B. Cu2+, Ni2+, Zn2+) wesentlich beschleunigt werden. So kann das Neomycin mit sechs Aminogruppen in das entsprechende sechsfach substituierte Azid umgewandelt werden. Zudem gelingt die Umsetzung von substituierten Anilinen zu den entsprechenden Phenylaziden.
Trifluormethansulfonylazid geht mit elektronenreichen Alkenen 1,3-dipolare Cycloadditionen ein. Durch eine Addition an Enolate, Enolether und Enamine wird intermediär ein thermisch instabiles 1,2,3-Triazolin gebildet. Je nach Substitutionstyp zerfällt dies zu den entsprechenden Diazoverbindungen, N-Triflylamiden oder Triflylaminen. Analog ist eine 1,3-dipolare Cycloaddition auch an Alkine möglich. Phenylacetylen reagiert mit Trifluormethansulfonylazid unter Bildung der beiden möglichen Additionsprodukte, wo durch Erhitzen in Ethanol unter Abspaltung der Trifluormethansulfonylgruppe das stabile 4-Phenyl-1H-1,2,3-triazol erhalten werden kann.
Bei Temperaturen oberhalb von 80 °C wird unter Abspaltung von Stickstoff das instabile Trifluormethansulfonylnitren gebildet. Mit substituierten Benzolen bilden sich nach der Addition entsprechende N-Trifluormethansulfonylaniline, in Pyridin das Pyridinium N-trifluorsulfonylaminid.